# Gymnasialreform 1849
1849 trat im Kaisertum Österreich an Stelle der bisherigen Studien-Hofkommission das „Ministerium für Cultus und Unterricht“. Die mit dieser Reform und der Berufung Leo Graf Thun-Hohensteins zum Minister (bis 1860) beginnende Neuordnung resultiert in dem 1854 definitiv umgesetzten „Entwurf der Organisation der Gymnasien und Realschulen in Oesterreich“, welcher vorrangig von Hermann Bonitz und Franz Serafin Exner ausgearbeitet worden war. Mit dieser Gymnasialreform wurden die Grundlagen für die heutige Organisation des Gymnasiums in Österreich gelegt.
So wurden die beiden, bis dahin an den vor allem von geistlichen Orden geführten Schulen existierenden, philosophischen Jahrgänge übernommen. Es erfolgte die Unterteilung in acht Klassen, je vier in Unter- und Oberstufe. Das Curriculum zielte auf die Vermittlung von Allgemeinbildung aus dem sprachlich-historischen und mathematisch-naturwissenschaftlichen Bereich. Dazu wurden universitätsgeprüfte Fachlehrer eingestellt. Schließlich wurde noch die Maturitätsprüfung, heute Reifeprüfung, am Ende der achten Klasse eingeführt, um den Universitätszugang zu vereinheitlichen. Auch wurde das Amt eines Klassenvorstandes geschaffen. Um in eine höhere Klasse aufzusteigen, war es notwendig, die „Versetzungsprüfung“ am Jahresende zu bestehen.
- obligatorische Unterrichtsgegenstände:

Religion, Latein, Griechisch, Muttersprache, Geographie, Geschichte, Mathematik, Naturgeschichte, Physik und philosophische Propädeutik.
- freie Gegenstände:

andere Landessprachen, andere lebende Fremdsprachen, Kalligraphie, Stenographie, Zeichnen, Gesang und Gymnastik.
Diese organisatorische Struktur blieb mit geringfügigen Änderungen und Anpassungen bis heute aufrecht.